# Seydou Keïta (fotógrafo)
Seydou Keïta (1921 - 21 de noviembre de 2001) fue un fotógrafo maliense conocido por los retratos de estudio que realizó a mitad del siglo XX.
Su padre era carpintero y comenzó aprendiendo ese oficio pero al regalarle una cámara con doce años comenzó a realizar fotografías. En 1948 se convirtió en profesional y perfeccionó sus conocimientos técnicos con Pierre Garnier, abriendo un estudio y alcanzando gran éxito en la ciudad. Al producirse la independencia de Malí entró a trabajar para los servicios de seguridad desde 1962 y 1977, a partir de esa fecha volvió a abrir su estudio.
Su obra era prácticamente desconocida hasta los años noventa que comenzó a conocerse gracias a la fotógrafa Françoise Huguier y una investigación de André Magnin. En 1994 se mostró su obra en los Encuentros de Arlés y en la Fundación Cartier.
Se creó una fundación con su nombre en Bamako y un premio de los Encuentros Africanos de Fotografía que se celebran cada dos años desde 1994 lleva su nombre, así como una sala del Museo Nacional Británico de Arte Moderno.